# Уэбб, Алекс
Алекс Уэбб (англ. Alex Webb; род. 1952, Сан-Франциско, США) — американский фотограф, член международного фотоагентства Magnum Photos с 1979 года.

## Биография
Изучал историю и литературу в Гарвардском университете и фотографию в Центре изобразительных искусств Карпентера.
С 1975 Уэбб принимает участие в многочисленных выставках по всему миру. Его работы представлены в коллекциях Кембриджского музея искусств, Международного центра фотографии в Нью-Йорке, музея фотоискусства в Сан-Диего, университете Массачусетса.
Фотографии Уэбба печатались в журналах GEO, Time, the New York Times Magazine. Для National Geographic он делал статьи про реку Амазонку, Тихуану и Монтеррей, Мексику и Стамбул.
Уэбб издал много книг по фотографии включая Hot Light/Half-Made Worlds: Photographs from the Tropics, Under A Grudging Sun, Crossings.
Алекс Уэбб живёт и работает в Бруклине, Нью-Йорк.

## Награды
- Overseas Press Club Award (1980);
- Leopold Godowsky, Jr. Color Photography Award (1988)[11];
- National Endowment for the Arts Grant (1990);
- Leica Medal of Excellence (2000);
- David Octavius Hill Medaille (2002);
- Guggenheim Fellowship from the John Simon Guggenheim Memorial Foundation[англ.][12].